# Reformierte Kirche Gontenschwil

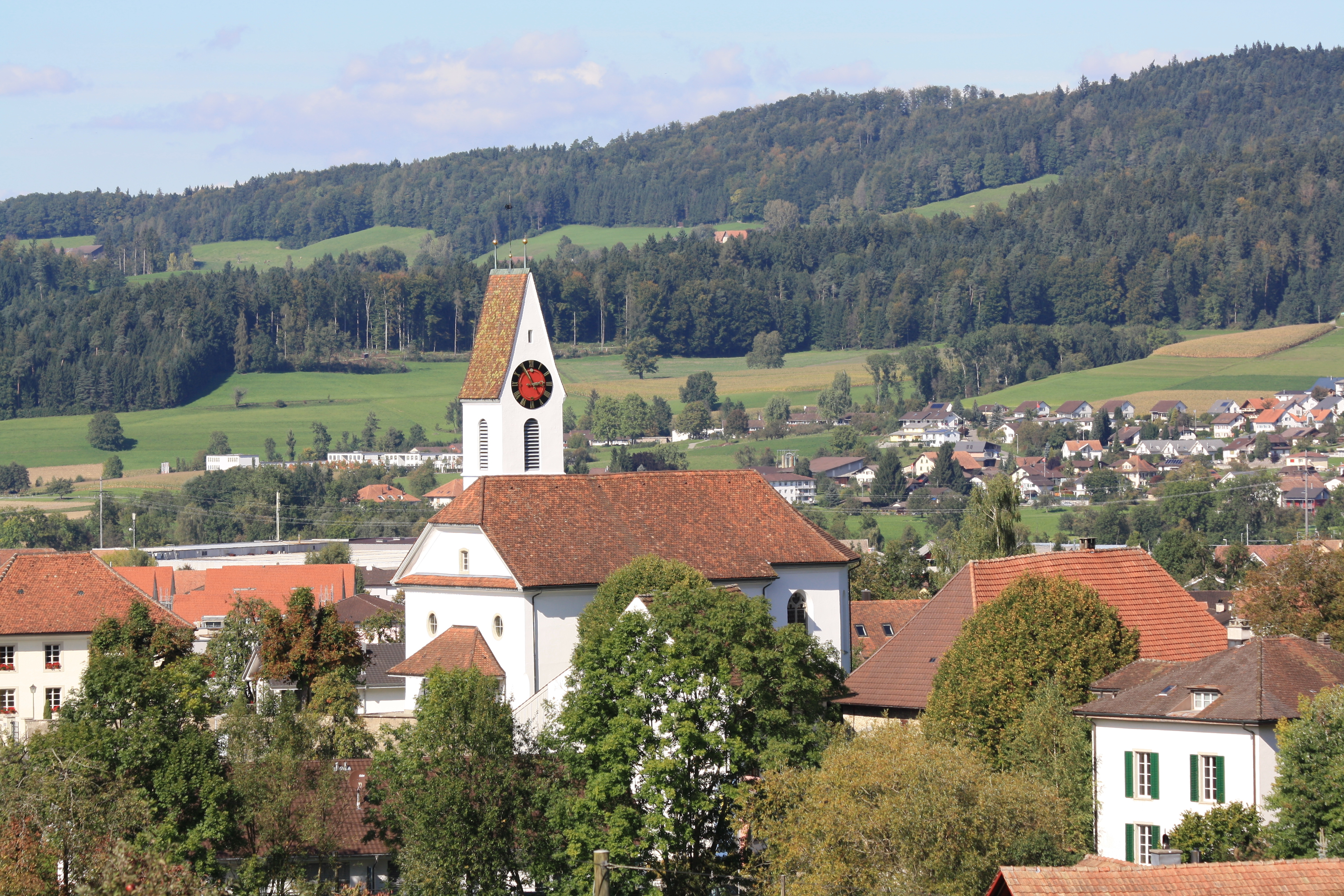
Reformierte Kirche Gontenschwil

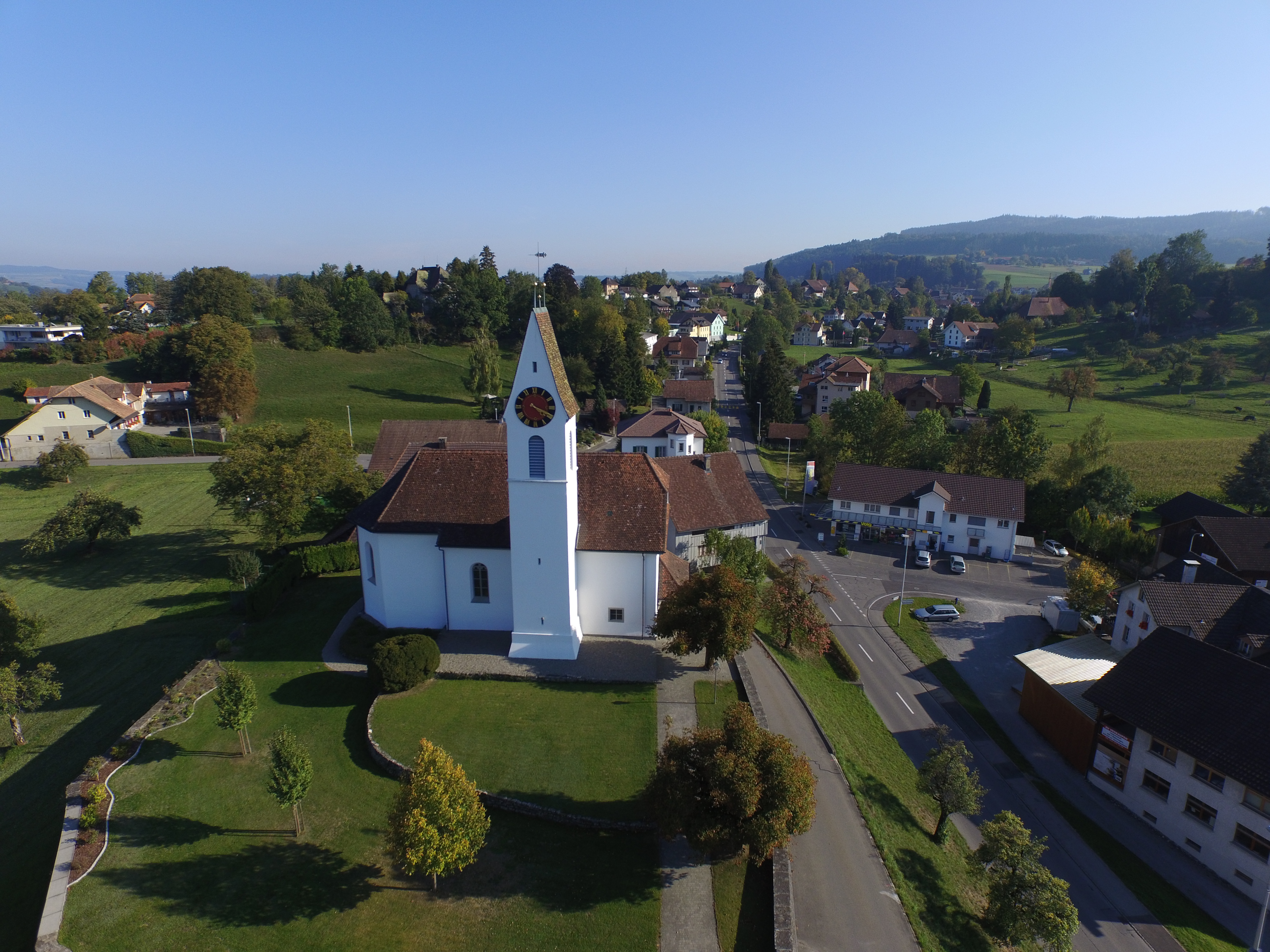
Luftaufnahme der Kirche

Die reformierte Kirche Gontenschwil  ist die reformierte Dorfkirche der aargauischen Gemeinde Gontenschwil in der Schweiz.

## Geschichte
Die erste Kirche Gontenschwils muss im letzten Viertel des 13. Jahrhunderts erbaut worden sein. Dieser Schluss ergibt sich aus einem Steuerregister von 1275, in welchem alle Kirchen der Region erfasst sind, Gontenschwil jedoch nicht erwähnt wird, und einer Urkunde von 1295, in der die Kirche erstmals genannt wird. Damals war sie Filialkirche von Pfeffikon. Bei der Eroberung des Aargaus durch die Eidgenossen im Jahre 1415 wurde das Gebiet der Pfarrei zwischen Luzern und Bern herrschaftlich geteilt, was aber kirchlich zunächst keine Auswirkungen hatte. 1498 erhielt das Dorf einen eigenen Kaplan und damit mehr Selbständigkeit. An der Nordseite der Kirche wurde im selben Jahr ein Kirchturm gebaut.
Ab 1528 diente die Kirche der reformierten Konfession. Gontenschwil war zwar nun eine von Pfeffikon eigenständige Pfarrei geworden, doch das Recht zur Wahl des Pfarrers verblieb beim Stift im katholischen Beromünster, dem Kollator von Pfeffikon und Gontenschwil. Dieses ungewöhnliche Rechtsverhältnis endete erst 1853 mit der Ablösung der Kollatur durch den Kanton Aargau. Da die Kirche immer baufälliger wurde, brach man sie 1622 ab und errichtete an derselben Stelle eine neue. Dabei blieben der alte Turm und ein Teil der Nordmauer erhalten. Eine Renovation erfolgte letztmals 2008/09.

## Gebäude
Das Gebäude ist im spätgotischen Stil errichtet und steht inmitten des Friedhofs. Ein rechteckiges Kirchenschiff mit einem leicht eingezogenen, dreiseitig geschlossenen Chor bilden den Grundriss. Darüber spannt sich ein Walmdach. Der Kirchturm ist an die Nordseite des Schiffs gestellt. An der Südseite des Schiffs und an den Schrägseiten des Chors weisen die Fenster Rundbogen auf, ansonsten sind sie spitzbogig. Sämtliche Fenster besitzen einfaches Masswerk.
Der Innenraum ist weitgehend schmucklos. Im westlichen Raumdrittel ist eine auf zwei Säulen ruhende Empore eingebaut; dort steht die im Jahr 1973 angefertigte Orgel der Firma Kuhn mit 18 Registern. Der Chor schliesst ohne Bogen an das Schiff an und ist leicht erhöht. Die 1622 von Hans Ulrich Fisch angefertigten und von der damaligen Obrigkeit gestifteten Glasfenster sind erhalten geblieben und stehen heute unter Denkmalschutz. Dargestellt werden die Verklärung Christi, die Wappen der Städte Bern und Lenzburg sowie die Familienwappen Freudenreich, Hilfiker, Hünerwadel, Kull und Spengler.